# Aboilus cellulosus
Aboilus cellulosus  (лат.) — ископаемый вид прямокрылых насекомых рода Aboilus из семейства Prophalangopsidae. Обнаружен в юрских отложениях Кыргызстана (Kyzyl-Kiya, около 185 млн лет, плинсбахский ярус). Длина крыла 63 мм.
Вид Aboilus cellulosus был впервые описан в 1937 году советским палеоэнтомологом Андреем Васильевичем Мартыновым (1879—1938; ПИН РАН, Москва, СССР) вместе с таксонами Mesopolystoechus apicalis, Archaboilus kisylkiensis, Choristopsyche tenuinervis, Cicadellopsis incerta, Diphtheropsis incerta, Eofulgoridium kisylkiense и другими новыми ископаемыми видами. Таксон Aboilus cellulosus включён в состав рода Aboilus Martynov 1925.